# مونروي (نيوهامشير)
مونروي (بالإنجليزية: Monroe, New Hampshire)‏ هي بلدة أمريكية تقع في الولايات المتحدة في Monroe. يقدر عدد سكانها بـ 788 نسمة ومساحتها 61.6 كم2وترتفع عن سطح البحر 158 متر.